# Igreja de Santa Maria a Virgem (Keysoe)

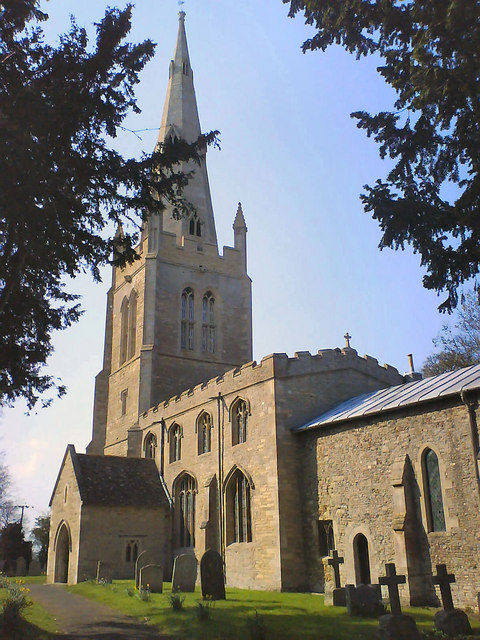

A Igreja de Santa Maria a Virgem é uma igreja listada como Grau I em Keysoe, Bedfordshire, na Inglaterra. Tornou-se um edifício listado em 13 de julho de 1964. As características de interesse incluem a torre proeminente, os telhados dos séculos XIV e XV e a fonte do século XIV.

## História
A igreja data originalmente do século XII.